# 톰 셀릭
톰 셀릭(Tom Selleck, 영어 발음: /ˈsɛlɪk/, 1945년 1월 29일 ~ )은 미국의 배우이다. 드라마 《매그넘 P.I.》(1980-88)로 1984년 제36회 프라임타임 에미상 드라마 시리즈 부문 남우주연상, 1985년 제42회 골든 글로브상 텔레비전 시리즈 드라마 부문 남우주연상을 수상했다.

## 출연 작품

### 텔레비전
- 더 영 앤 더 레스트리스 (1974-75, 2005)
- 매닉스 (1975)
- 샌프란시스코 수사반 (1975)
- 미녀 삼총사 (1976)
- 택시 (1978)
- 매그넘 P.I. (1980-88)
- 제시카의 추리극장 (1986)
- 프렌즈 (1996-97, 2000)
- 보스턴 리걸 (2006)
- 라스베가스 (2007-08)
- 블루 블러드 (2010-24)

### 영화
- 미드웨이 (1976)
- 죽음의 가스 (1978)
- 에너미라인 (1984)
- 런어웨이 (1984)
- 뉴욕 세 남자와 아기 (1987)
  - 세 남자와 아기 2 (1990)
- 미궁 속의 알리바이 (1989)
- 그 아버지에 그 아들 (1992)
- 크리스토퍼 콜럼버스 (1992)
- 인 앤 아웃 (1997)
- 러브 레터 (1999)
- 12마일 로드 (2003)
- 제시 스톤 시리즈 (2006-15) - 제시 스톤 역 (총 8편)
- 로빈슨 가족 (2007) - 목소리
- 미트 데이브 (2008)
- 킬러스 (2010) - 미스터 콘펠트 역